# Хмелевский сельский совет (Залещицкий район)
Хмелевский сельский совет (укр. Хмелівська сільська рада) — входит в состав
Залещицкого района
Тернопольской области
Украины.
Административный центр сельского совета находится в 
с. Хмелева.

## Населённые пункты совета
- с. Хмелева
- с. Свершковцы